# Bodoni
Bodoni is een lettertype, ontworpen in 1798 door Giambattista Bodoni (1740-1813). Het lettertype wordt in de Vox classificatie ondergebracht bij Didonen. Bodoni werd geïnspireerd door de lettertypen van John Baskerville, tegenwoordig aangeduid met Baskerville. Het lettertype Bodoni heeft een smallere onderliggende structuur met vlakke, strakke schreefjes. Het type kent een extreem sterk contrast tussen dikke en dunne slagen en heeft een geometrische bouw.
Bodoni was een groot bewonderaar van John Baskerville en bestudeerde in detail de ontwerpen van de Franse lettergieters Pierre Simon Fournier en Firmin Didot. Maar hoewel hij zich door de anderen liet inspireren vond Bodoni een duidelijke eigen stijl voor zijn lettertypen die wereldwijd werden verspreid en gebruikt.
Digitale versies van Bodoni kennen soms een leesbaarheidsprobleem. Dat wordt veroorzaakt door het grote contrast van de afwisselende dikke en dunne lijnen. In de kleinere puntgrootten zijn de dunne slagen dunner dan haarlijnen. Toch is Bodoni een makkelijk type dat uitnodigt tot lezen. Het is gebruikt voor een grote verscheidenheid van toepassingen: van achttiende-eeuwse Italiaanse boeken tot aan moderne tijdschriften uit de jaren 60. Er zijn vele oplevingen van het lettertype Bodoni geweest.